# Églantine
 Églantine és una comèdia dramàtica francesa dirigida per Jean-Claude Brialy el 1972. La història està ambientada al final del segle xix buscant en els seus propis records d'una infància feliç, passada al poble de Chambellay a l'Anjou amb els seus avis. Narra les vacances d'un jove estudiant de secundària d'una bona família amb la seva amant i somrient àvia.

## Sinopsi
Al voltant de 1890, Leopold, un jove home de classe mitjana d'una família burgesa, va arribar per a les seves grans vacances a la seva àvia Églantine. Troba l'ambient càlid que tant estima. Tota la família hi és: el seu pare, la seva mare, els seus oncles, però sobretot Pauline, la seva cosina preferida. Els dies passen a mesura que avança l'estiu i la dolçor de la vida el fa oblidar la universitat. Però la temporada s'acaba i s'acosta la tornada a classe. En un matí fred, Leopold s'assabenta de la mort de la seva estimada àvia.

## Repartiment
- Valentine Tessier: Églantine
- Claude Dauphin: Clément
- Odile Versois: Marguerite
- Micheline Luccioni: Yolanda
- Jacques François: Edmond
- Roger Carel: Ernest
- Laure Jeanson: Pauline
- Frédéric : Léopold
- Sylvia Barrouillet: Gilberte
- Darling Légitimus: Lolo
- Marco Perrin: Guillaume
- Dominique Davray: Venedora de barrets

## Premis
Fou guardonada amb la Conquilla de Plata al Festival Internacional de Cinema de Sant Sebastià 1972. Fou la primera pel·lícula recompensada amb el prix Jean Le Duc per la qualitat del seu guió.